# Polizia

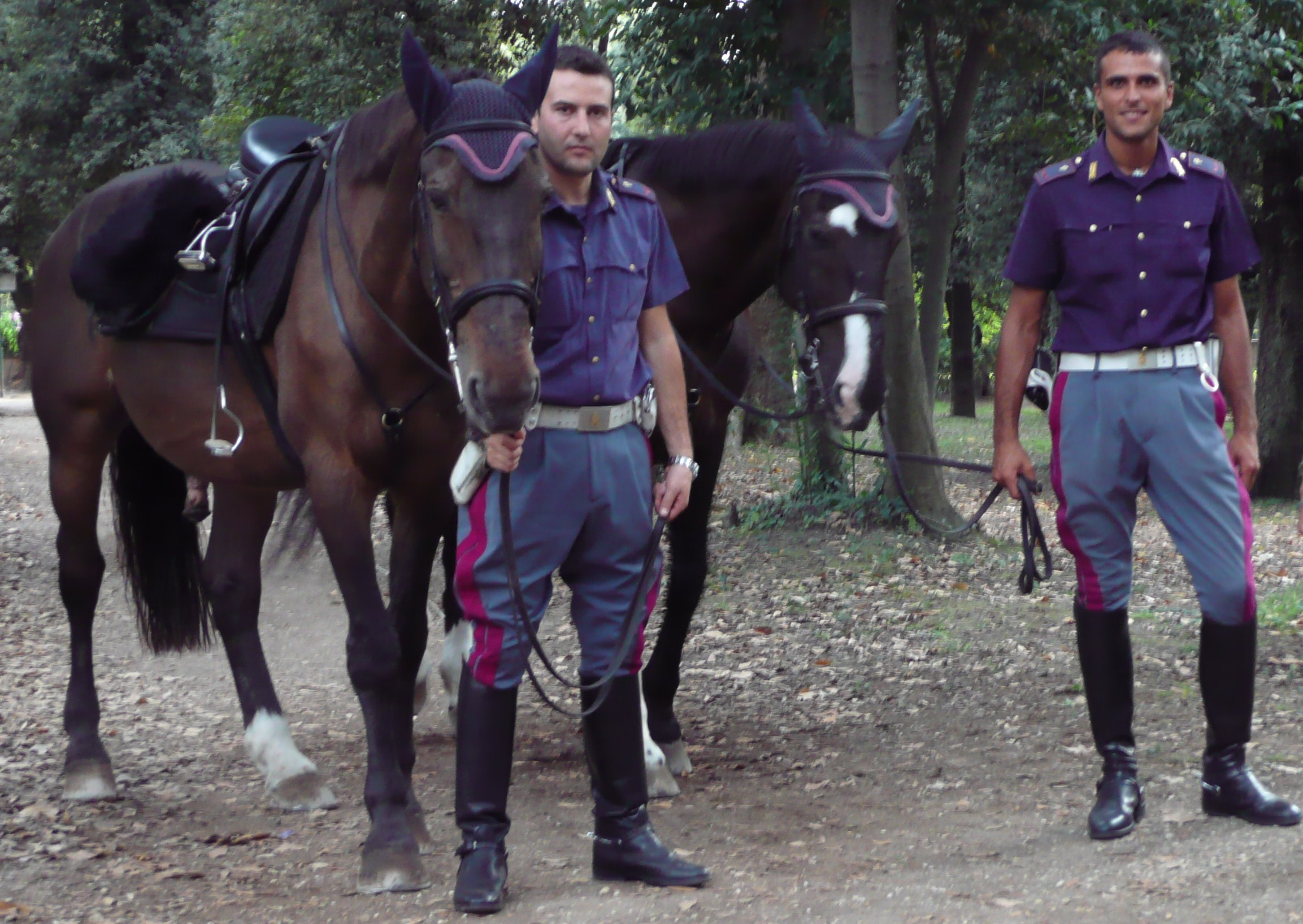
Agenti della Polizia di Stato italiana con i loro cavalli.

La polizia è un organo di uno Stato con finalità di contrasto alla criminalità, mantenimento dell'ordine pubblico e della pubblica sicurezza.
Il termine identifica organismi di diritto pubblico principalmente delegati a svolgere e a sovrintendere a determinate funzioni e/o competenze. Possono esistere varie funzioni e specialità come la polizia stradale, polizia giudiziaria; inoltre possono essere presenti anche delle unità speciali con particolari compiti, come la polizia scientifica o dei reparti operativi di forze speciali (teste di cuoio). Negli Stati contemporanei la sfida che appare più impegnativa è quella di conciliare le esigenze di gestione dell'ordine pubblico con quelle di garanzia delle libertà democratiche proprie di una società aperta.

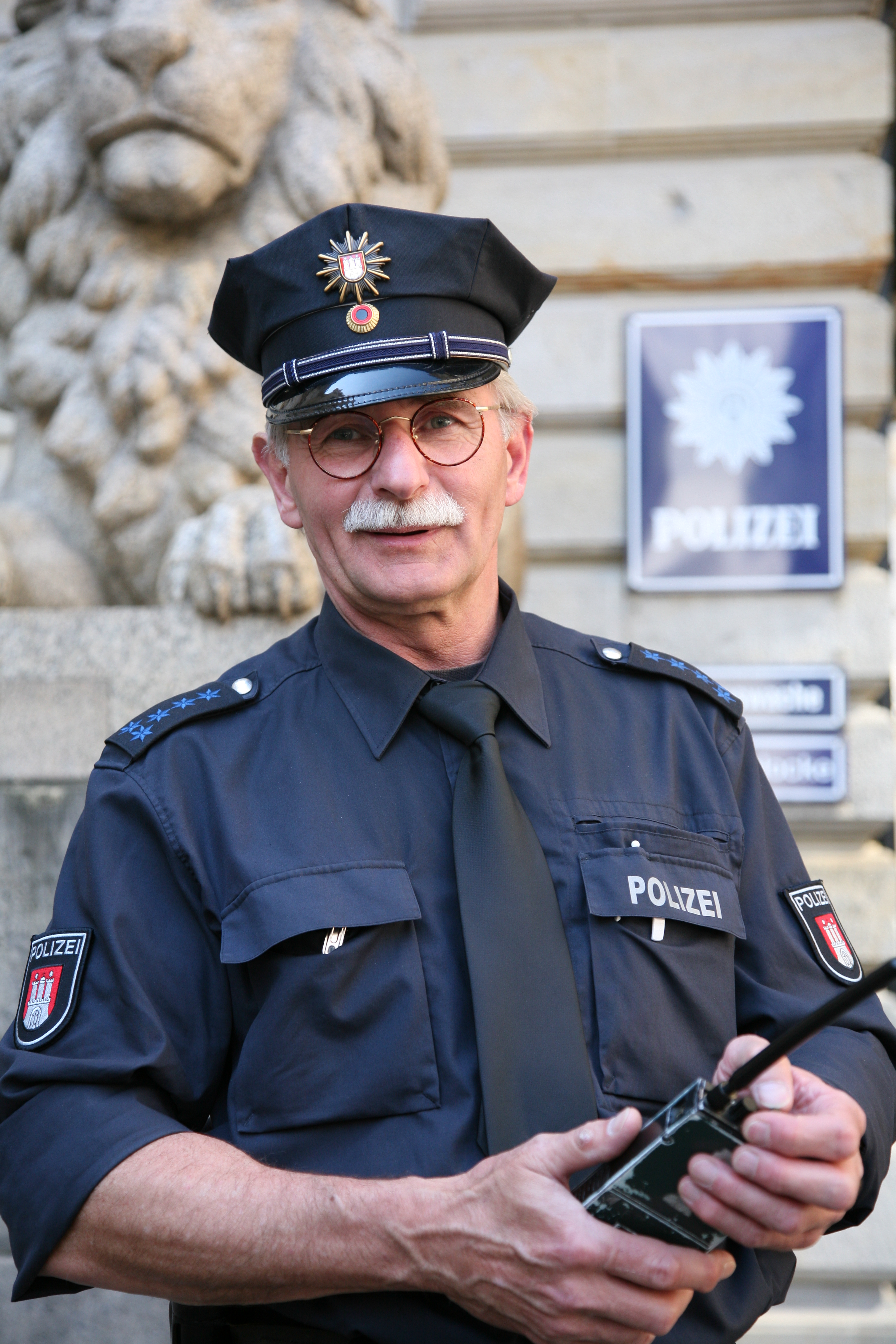
Agente della Landespolizei di Amburgo (Germania).

## Storia
Il concetto deriva dallo sviluppo della polis della Grecia antica. In senso storico si tratta dunque di un concetto molto prossimo a quello di governo, inteso come potere esecutivo, gestore dell'autorità conferitagli dalla comunità di riferimento al fine dell'amministrazione della cosa pubblica e spesso in funzione del bene comune. Ed è concetto affine anche a quello della pubblica sicurezza, uno degli elementi costituzionali del contratto sociale e una delle tematiche che più direttamente legano il concetto originario di polizia con quello moderno. La polizia britannica è stata una delle prime organizzazioni istituzionali di polizia in senso moderno, avendo introdotto un concetto di polizia metropolitana già nel XVI secolo. Prima della creazione di "Scotland Yard" compiti di polizia erano affidati a dei "retti cittadini" secondo lo statuto di Winchester del 1285.
A partire dal XIX secolo quasi tutti gli ordinamenti giuridici degli stati moderni prevedono l'istituzione e l'impiego di corpi di polizia, con differenziazioni che tengono conto delle relative specificità culturali (ed eventualmente anche religiose - ad esempio in regimi di teocrazia) e giuridiche.

## Caratteristiche

### Il ruolo e la funzione

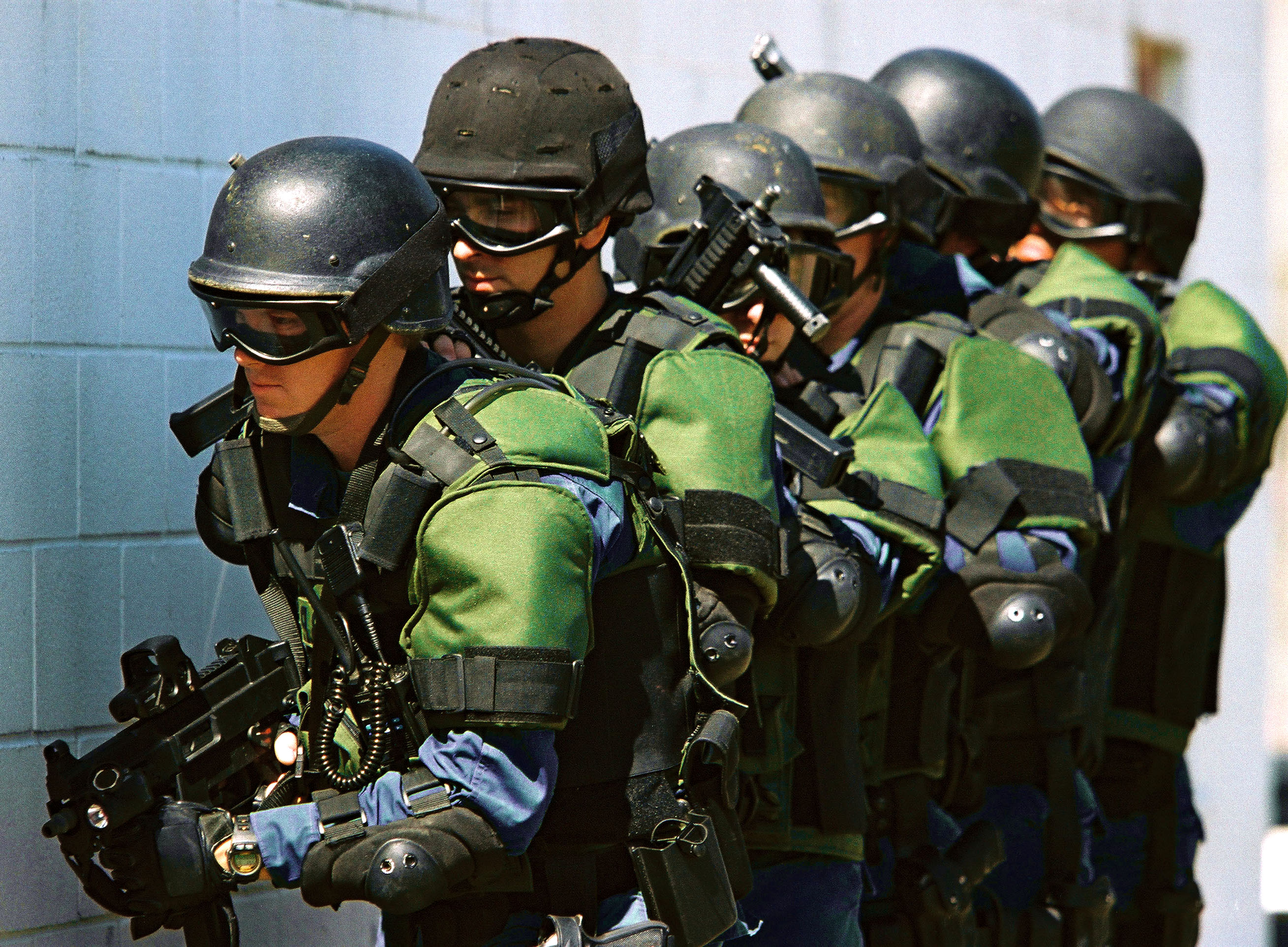
Membri di una squadra di teste di cuoio dello U.S. Customs and Border Protection.

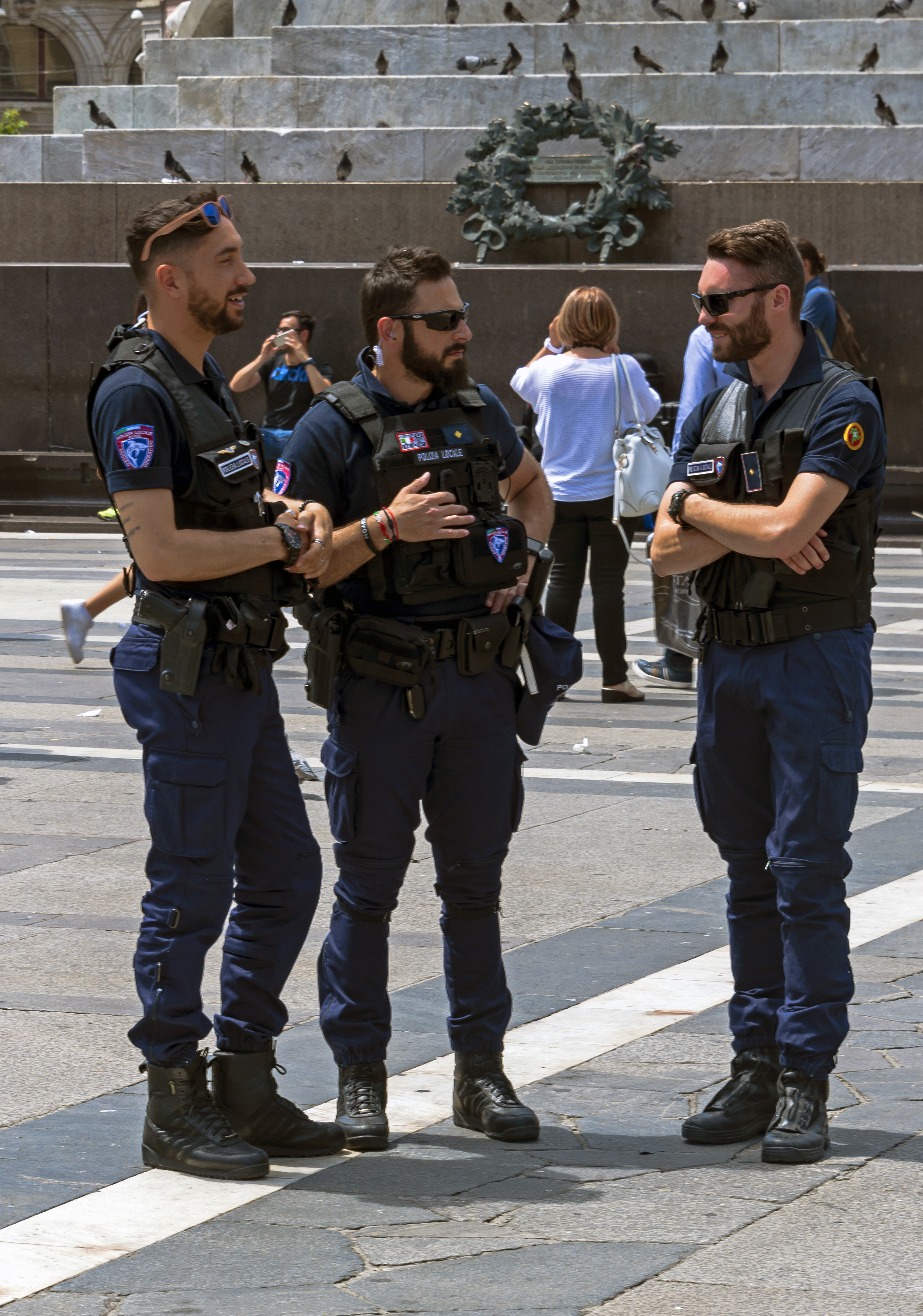
Agenti di polizia locale a Milano.

Il termine individua oggi un generico corpo istituzionale preposto alla tutela dell'ordine pubblico contro gli attentati che questo potrebbe patire dalla condotta illegale di alcuni individui o da eventi fortuiti, che minerebbero appunto la sicurezza pubblica. Tipicamente una polizia dedica una quota maggioritaria delle proprie attività alla prevenzione ed alla repressione del crimine, ma in genere vi è sempre anche una parallela funzione di servizio pubblico in situazioni di emergenza.
La funzione di polizia, per come generalmente la si intende in sistemi di cultura occidentale dei tempi nostri, attiene eminentemente alla lotta al crimine, individuale od organizzato. Non è raro, anzi, vedere che del termine "polizia" si abbia anche normativamente un uso esclusivamente limitato alle funzioni di tutela del rispetto ordinamentale. La polizia - così individuata - opera di fatto principalmente perché l'ordinamento ottenga il rispetto della collettività interessata attraverso l'osservanza delle leggi preposte a regolamentarne la vita, rispetto che perciò si esplicita tanto nell'induzione ad una condotta rispettosa delle leggi che nella punizione dei comportamenti sanzionati dall'ordinamento giuridico. In questo applica il complesso delle sue potenzialità operative, al fine di prevenire la commissione e la perpetrazione di atti e fatti costituenti crimine (o comunque turbativa dell'ordine pubblico) ed allo scopo di perseguire gli esecutori di eventuali atti e fatti illeciti.

### Le attività

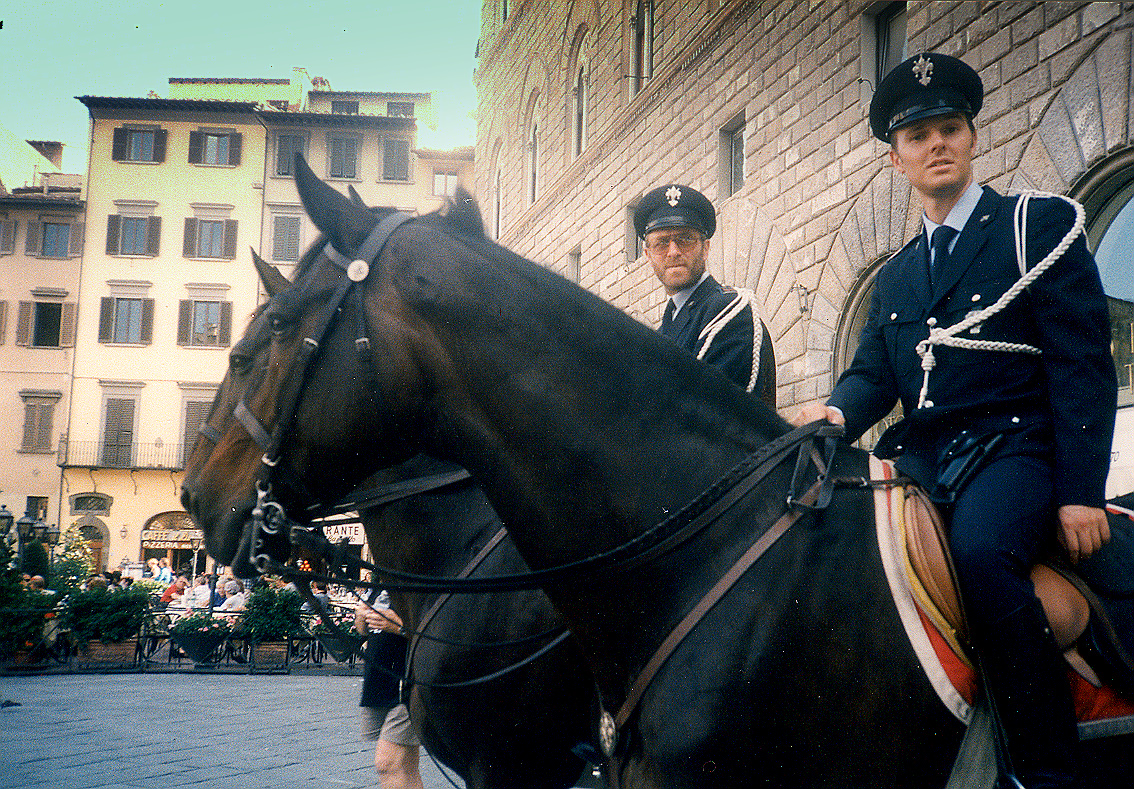
Agenti di polizia locale a cavallo a Firenze.

Vigila al mantenimento dell'ordine pubblico, alla sicurezza dei cittadini, alla loro incolumità e alla tutela della proprietà, prevenendo i fattori che potenzialmente minacciano la sicurezza pubblica, ed eliminando gli stati di turbativa già in atto.
La prevenzione della consumazione di delitti o comunque di illeciti viene in genere svolta attraverso attività di prevenzione a vari livelli, che rendano l'eventuale crimine assai difficoltoso da perpetrare oppure scarsamente conveniente, come ad esempio il pedinamento dei soggetti indiziariamente ritenuti probabilmente propensi a delinquere e loro neutralizzazione possibilmente prima che l'illecito sia commesso o prima che esso possa produrre effetti nocivi, o anche un più capillare e costante controllo del territorio, concetto alla base della cosiddetta polizia di prossimità.
Il ruolo di norme concepite allo scopo è uno dei supporti più efficaci, ma anche una delle condizioni necessarie, per l'azione di polizia preventiva; ad esempio, la discussa previsione (comune a molti ordinamenti) di una fattispecie delittuosa come l'associazione per delinquere, che a talune condizioni sancisce l'illiceità del mero progetto di crimine, senza necessariamente attendere che un reato sia commesso per aversi l'illegalità.  È in genere una norma ritenuta di ausilio alle attività di prevenzione poiché consente di prevenire la commissione del reato attraverso la punibilità del suo mero progetto, ed è strumento che assume valore di utilità ordinamentale quando appunto si possa applicarla per impedire il reato attraverso la punizione dell'organizzazione delle fasi preparatorie pratiche dello stesso.

## Tipologia

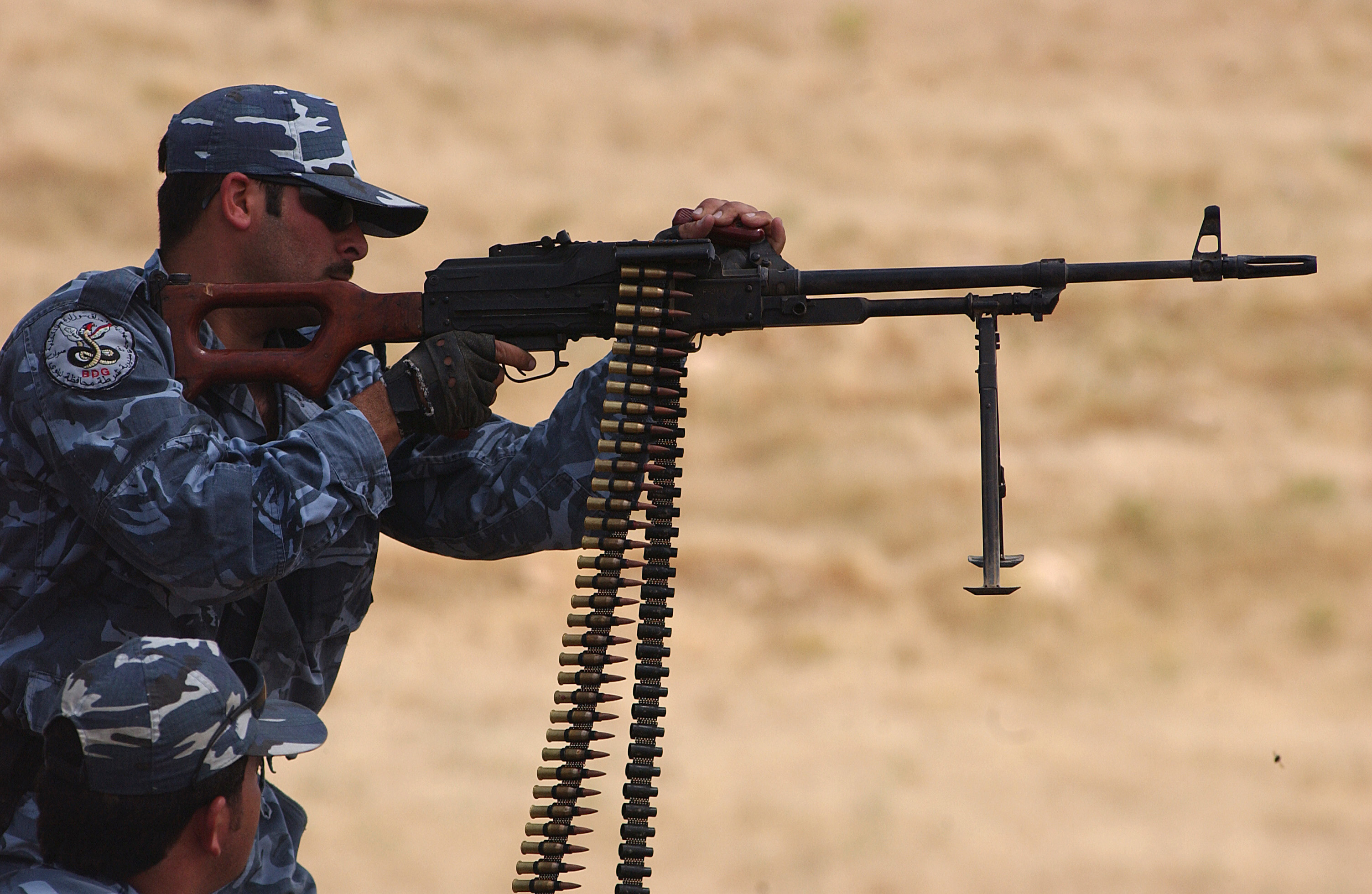
Appartenente alla polizia militare irachena (dopo la guerra in Iraq) che imbraccia una mitragliatrice PKM

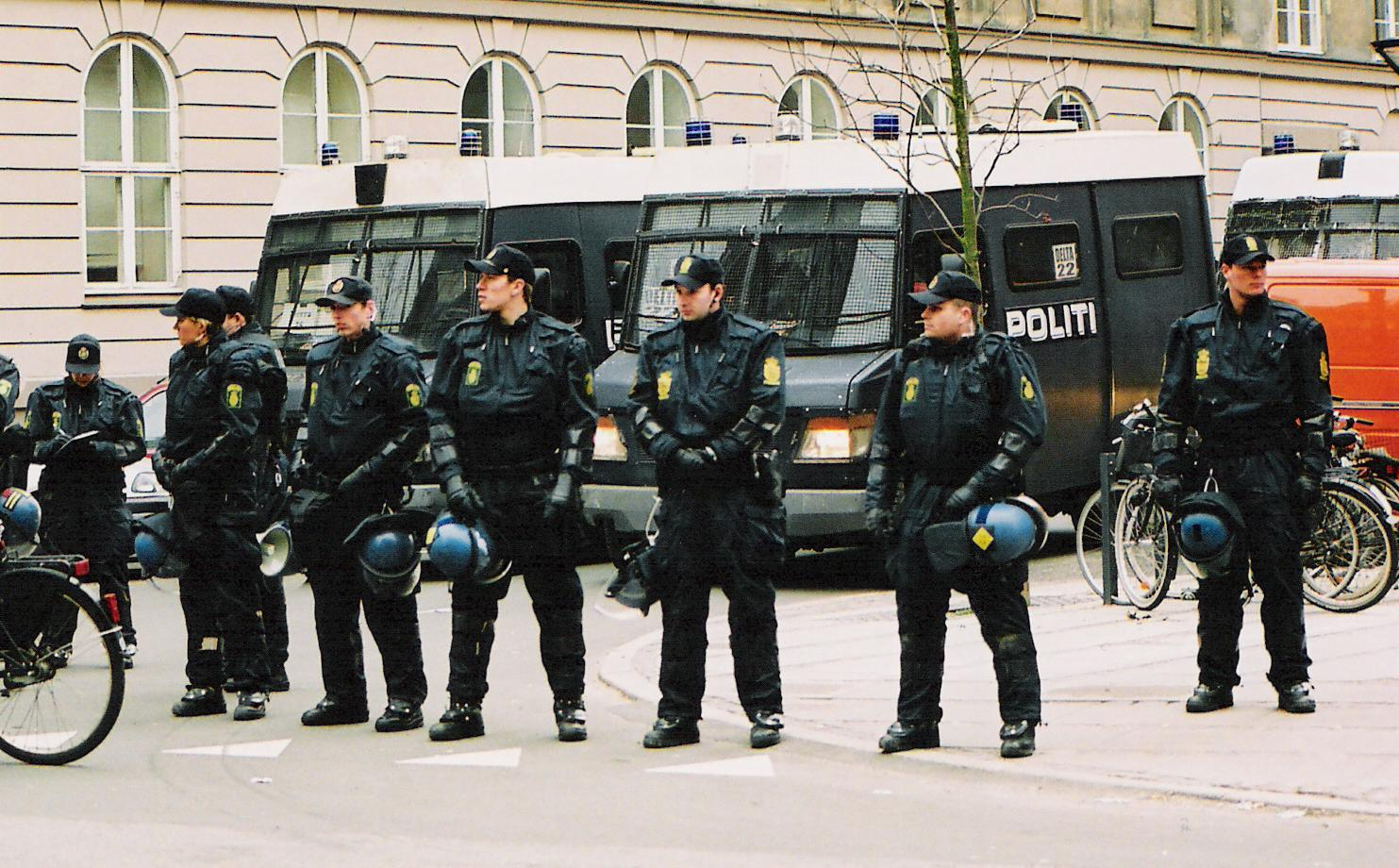
Unità militari terrestri della polizia in Danimarca.

In molti Stati del mondo sono istituiti vari tipi, specialità e reparti per svolgere funzioni dedicate alla tutela del rispetto ordinamentale per questioni di magari più pratica consistenza, di più minuziosa individuazione e solitamente di minore drammaticità sociale, ciò nonostante di più immediato contatto; esempi possono essere corpi con funzioni di polizia stradale, ambientale e tributaria.

### Polizia amministrativa
La polizia amministrativa, si occupa di regolamentare aspetti pratici della vita comune in genere incentrati sulla garanzia di rispetto di normazioni burocratiche, tecnologiche, commerciali, e genericamente pratiche, affinché tutta l'opera di regolamentazione legiferata per ordinare azioni più normalmente ascrivibili alla quotidianità possa godere di altrettanto efficace garanzia di correttezza.

### Polizia di frontiera
La polizia di frontiera è un servizio ed una specialità di polizia consistente nel controllo di chi transita presso un varco di confine di uno Stato sovrano e nella tenuta in sicurezza della relativa frontiera.

### Polizia federale
Gli Stati federali possono inoltre costituire uno o più corpi - raggruppati sotto la definizione di polizia federale - generalmente con competenze delimitate ad un ambito geografico e/o in particolari materie. Altre funzioni di polizia a competenza speciale sono per esempio la polizia sanitaria, la polizia urbanistica, la polizia di frontiera, la polizia ambientale e la polizia militare.

### Polizia giudiziaria
Diversamente da ruoli di prevenzione ed attività operativa sul territorio, i suoi compiti sono essenzialmente di investigazione, che informa ed agisce su impulso della magistratura.
La polizia giudiziaria, valendosi anch'essa di strumenti normativi e di tecniche ed accorgimenti pratici, opera per assicurare all'ordinamento la punizione dei soggetti ritenuti responsabili di illecito, non sottoponendoli a diretto giudizio, bensì acquisendo elementi utili alle indagini, in modo da consentire all'autorità giudiziaria di svolgere il proprio ruolo, ed eventualmente incriminare gli indagati e promuovere azione legale contro di loro.

### Polizia locale
La polizia locale indica un corpo o servizio di polizia fornito dagli enti locali territoriali statali, con competenza riferita al territorio dell'ente dal quale dipende e in determinate materie; generalmente assolve compiti di polizia amministrativa, polizia giudiziaria, ha ruolo di pubblica sicurezza e di mantenimento dell'ordine pubblico, a seconda dei casi.

### Polizia militare
La polizia militare è un corpo di che esercita la propria attività all'interno di una forza armata, con il compito di prevenire e reprimere i reati militari.